# Puccinellia stricta
Puccinellia stricta là một loài thực vật có hoa trong họ Hòa thảo. Loài này được (Hook.f.) Blom miêu tả khoa học đầu tiên năm 1930.